# Florence (New Jersey)
Florence è un comune degli Stati Uniti d'America, situato nello stato del New Jersey, nella contea di Burlington.